# Diestramima valida
Diestramima valida är en insektsart som först beskrevs av Lucien Chopard 1921.  Diestramima valida ingår i släktet Diestramima och familjen grottvårtbitare. Inga underarter finns listade i Catalogue of Life.